# Самурай

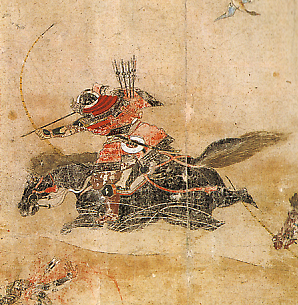
Класичне зображення самурая як лучника-вершника («Ілюстрований звід про війну останніх трьох років», 1347 рік, Токійський національний музей)

Самурай або Самураї (яп. 侍,　さむらい, самурай, «слуга»; яп. 武士, ぶし,  буші, «воїн») — представники військового стану в Японії X—XIX століття. Впродовж середньовіччя самураї витіснили японську аристократію з місця провідної політичної сили країни і створили власну систему керування суспільством — сьоґунат. Зміст поняття «самурай» змінювався згідно з обставинами конкретної історичної епохи, однак його складова, яка асоціювала самураїв із війною чи військовою службою, залишилася непорушною.

## Етимологія

Самураї. Останній бій Хонди Тадамото (фрагмент ширми «Літня Осацька кампанія», 17 століття, музей «Осацький Замок»)

### Самурай
Слово «самурай» (侍,さむらい) походить від японського слова «сабурай» (侍,　さぶらひ, «слуга»), що є похідним від дієслова «сабурау» (侍ふ, さぶらう, «служити»).
Один з перших записів про сабураїв міститься у «Збірнику пісень давнини і сьогодення» (901—914). У ньому вони згадуються як прості слуги у господарстві вельмож. Однак у джерелах XI століття сабурай — це вже озброєна прислуга, завданням якої є охорона сюзерена — принца, чиновника, аристократа, настоятеля буддистського храму чи священика синтоїстського святилища .
На середину XII століття сабураями почали називати не озброєних слуг, а знатних військовиків, які посідали високі 5 і 6 чиновницькі ранги у всеяпонській 12 ранговій системі. Наприкінці XII століття словом «сабурай» позначали вже винятково елітних воїнів — полководців знатного роду або прославлених солдатів-шибайголов.
У XIII столітті сабурай складали окремий стан, характерними рисами якого було наявність земельного володіння та прислуги, а також виконання військової служби вершника. Вояки, які не відповідали зазначеним критеріям не мали права називатися сабураями. Однак криза японської центральної влади у 14 столітті стала причиною розширення поняття «сабурай», яке почали використовувати для означення воїнів-вершників у яких забрали землю, а, згодом, і їхніх васалів.
На XV — XVI століття, коли Японія поринула в епоху безперервних міжусобних війн, «сабураями» почали називати будь-якого вояка. Ним міг бути і родовитий полководець, і озброєний селянин, і, навіть, розбійник-головоріз. У цей же час мала місце фонетична зміна слова «сабурай» (侍,　さぶらい) — його почали вимовляти як «самурай» (侍,　さむらい). Ця зміна була остаточно закріплена на письмі на початку XVIII століття.
У період Едо (1603—1867) з'являється перше законодавче визначення «самураїв». Під ними розуміли елітних слуг шьоґуна, провінційних володарів і їхніх найзначніших васалів . Решта колишніх військовиків і солдатів країни, які входили до найпривілейованішого стану «мужів» (士), називалися не «самураями», а «вояками» — буші (武士).
Сьогодні самураями часто називають усіх військовиків Японії середньовічної і нової доби. Такий підхід можна зустріти у науково-популярній або художній літературі. Однак у професійних наукових працях використання терміна самурай є більш виваженим, оскільки враховується змістове навантаження слова «самурай» у конкретний історичний період.

### Буші
Часто синонімом поняття «самурай» виступає слово «буші» (武士, «військовий муж», «вояк»). Однак ці терміни не є абсолютно тотожними.
Перше використання слова «буші» міститься у «Продовженні Анналів Японії» (続日本紀, 721) і немає відношення до феномену самурайства. Термін «буші» вживається як антонім до слова «цивільний чиновник» . Лише з кінця XI століття слуг-сабураїв почали асоціювати із військовими — «буші».
У середині XII століття смислові навантаження слів «самурай» і «буші» збігалися. Проте вже наприкінці того ж століття, у зв'язку із оформленням законодавства першого шьоґунату, сфера застосування даних понять була чітко розмежована. Терміном «самурай» позначали елітного воїна, а словом «буші» решту японського воїнства.
У XV — XVI століттях ці два слова знову стали синонімами, однак після встановлення шьоґунату Токуґава і створення нового законодавства, поняття "самурай "знову було атрибутовано до найзаможніших верств японського суспільства. Тобто, у  XVII — XIX столітті кожен вояк зі стану «мужів» (士) належав до буші, але не кожен буші міг бути самураєм.
На сьогодні обидва поняття — «самурай» і «буші» — часто використовуються як взаємозамінюючі, але така практика є недостатньо виправданою з огляду на історію і смислове навантаження обох термінів.

### Інші слова
Слово «самурай» має також ряд інших синонімів. Серед них:
- Буґейшя (武芸者, «людина бойових мистецтв») — поетична назва вояка;
- Буке (武家, «військовий дім») — поняття для позначення самурайського (військового) роду або члена цього роду;
- Ші (士, «муж») — скорочення від «буші»;
- Мононофу (物部, «військовий», «вояк») — стародавнє японське слово для позначення військового;
- Мушя (武者, «вояк») — скорочення від «буґейшя» (武芸者);
- Цувамоно (兵, «воїн», «солдат») — стародавнє японське слово для позначення солдата.

## Історія

### Походження
Генеза самурайства остаточно не з'ясована, оскільки в науці немає загальноприйнятого визначення терміна «самурай». Питання, чи можна вважати всіх військовиків стародавньої Японії до-хейанського періоду самураями, залишається дискусійним. Японські радикальні історики виводять початки самурайства з IV — V століття від військових родів Мононобе і Отомо, однак згадок власне про «самураїв» у джерелах цього періоду немає.
Традиційною є теорія, яка датує появу самураїв кінцем X — початком XI століття. В цей час японський уряд відмовився від державної армії, а проблеми які необхідно було вирішувати збройним шляхом успішно розв'язував силами «приватних військ» членів того ж уряду. Ці «приватні війська», які становили гвардію того чи іншого аристократа, складалися з синів повітових урядників або дітей заможних сільських родин. Аристократ і його гвардійці перебували у системі лояльностей, яка нагадувала сюзеренсько-васальну систему середньовічної Європи. За вірну службу вояк такого «приватного війська» отримував наділ землі, а його господар-аристократ — відданого підлеглого-слугу. Воїни таких гвардій називалися «служаками» — тобто «сабураями» або «самураями» (від японського слова 侍ふ сабурау, самурау — служити). Вони утворювали разом із сюзереном самурайський рід (家), який тримався переважно на кровно-споріднених зв'язках.
Голова роду переважно проживав у столиці, а більшість його самураїв — у підконтрольних йому землях. Інколи столичні аристократи добровільно або, переважно з політичних причин, примусово полишали столицю і оселялися у власних приватних володіннях, чим укріпляли свої позиції у провінції та ставали справжніми самурайськими ватажками «на місцях». Із занепадом центральної влади наприкінці XI століття саме ці ватажки змогли зосередити важелі реальної влади у регіонах, і захопити лідерство у країні.
Оскільки обов'язками самураїв було виконання наказів сюзерена і охорона його володінь, їх життя було нерозривно пов'язане з політичними розбірками і війною. Розвал виконавчої вертикалі у пізню епоху Хей'ан став причиною частих міжусобиць столичної аристократії і, як наслідок, загострення конфліктів у провінції. Політичні інтриги у Кіото відгукувалися кровопролитними внутрішніми війнами і бунтами, серед яких найвідомішими були повстання самурайських лідерів Тайри но Масакадо у регіоні Канто (931—940) та Фуджівари-но Сумітомо у регіоні Внутрішнього японського моря (931—941), смути років Хоґен (1156—1158) і Хейджі (1159).
Окрім міжусобиць самураї постійно брали участь у зовнішніх війнах проти аборигенних жителів Східної Японії — прото-айнських племен еміші. Від останніх японці запозичили кінну тактику ведення бою, головну зброю — лук і стріли, шаблевидний «кавалерійський» меч та ритуал самогубства сеппуку. Більшість з цих атрибутів стали невід'ємними символами самураїв майбутнього, а сполучення «лучник-вершник» (弓馬) перетворилося на синонім слова «самурай».

### Перша самурайська диктатура

Спуск військ легендарного Мінамото-но Йошіцуне зі скелі у битві при Ітінотані (1184).

Якщо на початку своєї появи у X столітті самураї були знаряддям аристократів куґе для вирішення власних проблем, то з середини XII століття вони стали самостійною силою і почали втручатися у придворну політику. Наймогутніших самурайських родів було два — Тайра і Мінамото. Їх лідери були далекими нащадками японських монархів, що вивищувало їхні роди серед інших військовиків. Придворні чиновники неодноразово використовували загони Тайра і Мінамото для боротьби з опонентами та придушення самурайських повстань один одного. За вірну службу вони отримували чималі земельні наділи від центральної влади і урядовців. Накопичення земель дало змогу самураям цих родів підготувати економічну базу у регіонах і вступити у боротьбу за владу у країні.
Столичні міжусобиці аристократів років Хоґен (1156) і Хейжі (1160) переросли у війну між самураями Тайра і Мінамото. Вона закінчилася перемогою перших на чолі з Тайра но Кійоморі, який, фактично, захопив владу у Кіото. Він був призначений радником, а потім і головним міністром імператора. Завдяки протекції Кійоморі, чимало самураїв його роду отримали чиновницькі посади. У Японії було встановлено першу самурайську диктатуру.
Проте, Тайра не вигадували власної системи управління країною, а лише витіснили аристократів з вже існуючої — імператорського уряду з центром у Кіото. Саме це стало причиною їхнього занепаду. Країна потребувала всеяпонських радикальних реформ, які не можливо було здійснювати у рамках існуючої системи влади. Самураї Тайра переймалася лише справами столиці і нехтували проблемами регіонів.

### Камакурський шьоґунат
Бездіяльність столичних самураїв спонукала регіональні сили до дії. Їх очолив інший самурайський рід Мінамото, який за підтримки імператорського двору розпочав у 1180 році війну проти диктаторів Тайра. Вона тривала до 1185 року і закінчилася повним розгромом останніх. Голова роду Мінамото, Мінамото но Йорітомо, заснував у східнояпонському місті Камакура, де знаходилась його резиденція, перший самурайський уряд — шьоґунат.
Цей уряд був першою спробою військових створити власну систему управління країною, відмінну від існуючої аристократичної. Тривалий час обидві системи співіснували, однак самурайська модель виявилася більш пристосованою до вимог часу і згодом витіснила цивільну модель. Хоча формально шьоґун був підлеглим імператора і членом його уряду, шьоґунат поступово відбирав реальні важелі влади у імператорського двору. Повстання невдоволених імператора і аристократів проти самурайського уряду у 1221 році закінчилося їхньою поразкою і лише укріпило позиції шьоґунату в країні.

Битва самураїв з монголами («Ілюстрований звід про нашестя монголів», 1293).

У першій половині XIII століття лінія шьоґунів Мінамото обірвалася. Цією ситуацією скористався рід Ходжьо, члени якого виконували обов'язки шіккенів — шьоґунівських регентів. Посадивши на чолі самурайського уряду маріонеток з імператорського дому, Ходжьо захопили реальну владу. Під їхнім керівництвом було укладена перша збірка самурайських законів «Звід покарань» (1232), яка заклала основи для подальшого розвитку політичних та економічних інституцій військовиків. У 1274 та 1281 роках, за регентства Ходжьо, були відбиті монгольські навали до Японії. Однак, незважаючи на цю перемогу, популярність Камакурського шьоґунату серед самураїв почала падати через невдалу політику у сфері землеволодіння. Цим загальним невдоволенням скористався імператор Ґо-Дайґо, який, виношуючи план по відновленню влади і впливу свого двору у країні, підняв у 1333 році війська проти шьоґунату. До нього приєдналися сили самураїв на сході країни, які того ж року захопили Камакуру і знищили тамтешній уряд.

### Муромачівський шьоґунат
Після повалення Камакурського шьоґунату імператорський двір, який перехопив реальну владу в країні, став на шлях реформ, метою яких була реставрація прав і земельних володінь аристократії. Інтереси безземельного самурайства були знехтувані, що налаштувало їх проти нової влади. Виразником інтересів військовиків виступив Ашікаґа Такауджі, який повстав проти імператора, розбив його війська, посадив на трон нового монарха і встановив у 1338 році новий шьоґунат у столиці Кіото.
Кіотський шьоґунат, більше відомий як шьоґунат Муромачі, спробував урахувати помилки своїх політичних попередників і почав проводити реформи в інтересах обох панівних груп японського суспільства — аристократії та самураїв. Саме з цієї причини ставка нового військового уряду знаходилась у столиці, традиційному центрі японської аристократії. Своєї могутності сьоґунат досяг за правління Ашікаґа Йошіміцу, однак його наступники не змогли утримати владного керма.
Ударом який розвалив систему шьоґунату Муромачі стала війна років Онін (1467—1477) між головними радниками шьоґунів — родами Хосокава і Ямана. Воєводи, що їх призначав центральний уряд, були зміщені своїми заступниками, які вербувалися з місцевої самурайської знаті. Останні перестали виконувати накази шьоґунату, переймаючись лише внутрішніми проблемами. Країна фактично розпалася на ряд незалежних «держав», формальним і безправним лідером якої залишалися столичні шьоґуни. Наступила так звана епоха «воюючих країн», час безперервних міжусобних війн між самурайськими магнатами (даймьо).

### Ода, Тойотомі та Токуґава

Зліва направо —Ода Нобунаґа,Тойотомі Хідейоші і Токуґава Іеясу.

На XVI століття Японія залишалась роздробленою. У багатьох районах з'явилися могутні самурайські володарі, які успішно розширили кордони своїх земель і стали «гегемонами» великих регіонів. Серед найвпливовіших родів того часу виділяють Шімадзу, Морі, Мійоші, Такеда, Імаґава та Ґо-Ходжьо. Більшість з них були задоволені існуючим станом речей і не збиралися відновлювати політичну єдність країни.
У 2-й половині XVI століття з'явився полководець, який поставив собі за мету об'єднання усієї Японії. Це був японський національний герой Ода Нобунаґа. За короткий час йому вдалося вирости з дрібного провінційного лідера до повелителя столиці Кіото. Незважаючи на потужну опозицію з боку шьоґуна, сусідніх родів та буддистських громад Нобунаґа зміг підкорити Центральну Японію. Він широко використовував вогнепальну зброю й протегував християнсій місії єзуїтів. Реформи Оди в економіці, спрямовані на підтримку вільної торгівлі, перетворили його землі на найприбутковіші у Японії, а проведені ним соціальні та військові реформи дали йому професійну і добре озброєну армію. 1573 року він вигнав зі столиці останнього шьоґуна, організатора анти-нобунаґівського союзу, і поклав край існуванню шьоґунату Муромачі. 1580 року Нобунаґа знищив оплот буддистських повстанців в Осаці, а через два року ліквідував могутній східнояпонський самурайський рід Такеда. Проте 1582 року, на половині шляху до об'єднання країни, Ода загинув у результаті заколоту в столичному монастирі Хонно.
Наступником Оди Нобунаґи став його генерал Тойотомі Хідейоші. Після помсти заколотникам і перемоги у внутрішній боротьбі у роді Ода, він продовжив справу свого сюзерена по об'єднанню японської «Піднебесної». У 1585 році Тойотомі завоював острів Шікоку, у 1587 році — підкорив острів Кюсю, а у 1590 році, разом із падінням цитаделі роду Ґо-Ходжьо, поставив під свій контроль увесь острів Хонсю. Таким чином, Хідейоші об'єднав Японію і став її повелителем. За його правління була проведено опис усіх земель країни і закріплено за ними селян. Самураї були виокремлені у окремий клас, обов'язком яких була війна і адміністративна робота. Владарювання Тойотомі Хідейоші було затьмарене забороною християнства (1587) та походами у Корею (1591—1598), які, у майбутньому, позбавили його рід соціальної та військової опори.
Політичні прорахунки Тойотомі коштували життя його нащадкам. Підлеглий його роду і володар величезного регіону Канто, Токуґава Іеясу, який свого часу був союзником Оди, спровокував серед васалів Тойотомі військовий конфлікт. Переманивши на свій бік талановитих командирів, він розбив опозиційні сили у битві при Секіґахара (1600) і став фактичним володарем усієї Японії. У 1603 році владу Токуґави, визнав імператорський двір, дарувавши йому титул шьоґуна. Новий шьоґунат Токуґава було засновано у місті Едо (сучасне Токіо). У 1614—1615 роках війська Токуґави остаточно ліквідували рід Тойотомі і закріпили верховенство третього самурайського уряду.